# Calligonum klementzii
Calligonum klementzii är en slideväxtart som beskrevs av Losinskaja. Calligonum klementzii ingår i släktet Calligonum och familjen slideväxter. Inga underarter finns listade i Catalogue of Life.